# Uz-DaewooAvto
Uz-DaewooAvto (auch UzDaewooAvto, russisch: Уз-ДаевооАвто) war ein im Jahre 1992 vereinbartes Joint Venture zwischen der usbekischen UzAvtosanoat und der südkoreanischen Daewoo Motor zur Automobilherstellung. Das Unternehmen trat in Usbekistan und in der Russischen Föderation unter dem Markennamen Uz-Daewoo auf. Aber auch in den anderen Republiken der GUS gewann die Marke zunehmend an Bedeutung. Das Werk des Herstellers befand sich in Asaka. Am 19. Juli 1996 wurde dort die Produktion schließlich aufgenommen. Die Initiative zur Begründung der usbekischen Automobilindustrie geht auf den Staatspräsidenten Islom Abdugʻaniyevich Karimov zurück. Uz-Daewoo produzierte jährlich 140.000 Einheiten.
2008 endete die Produktion, als GM Uzbekistan das Unternehmen übernahm.

## Modellübersicht

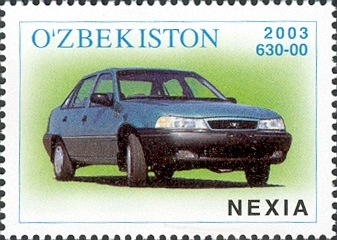
Nexia
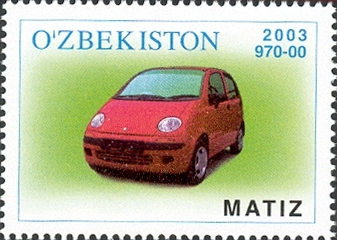
Matiz

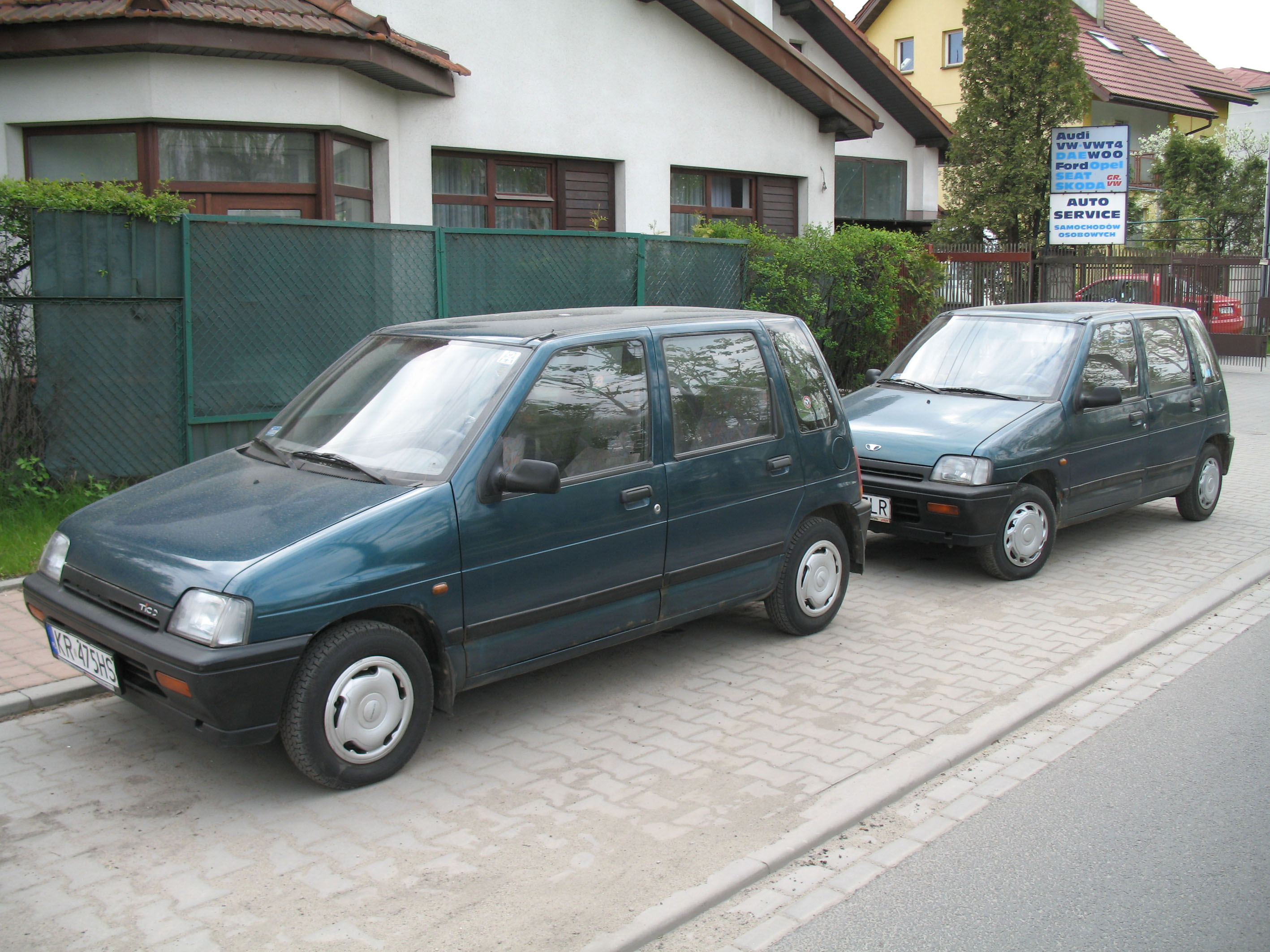
Uz-Daewoo Tico 1996 bis 2001
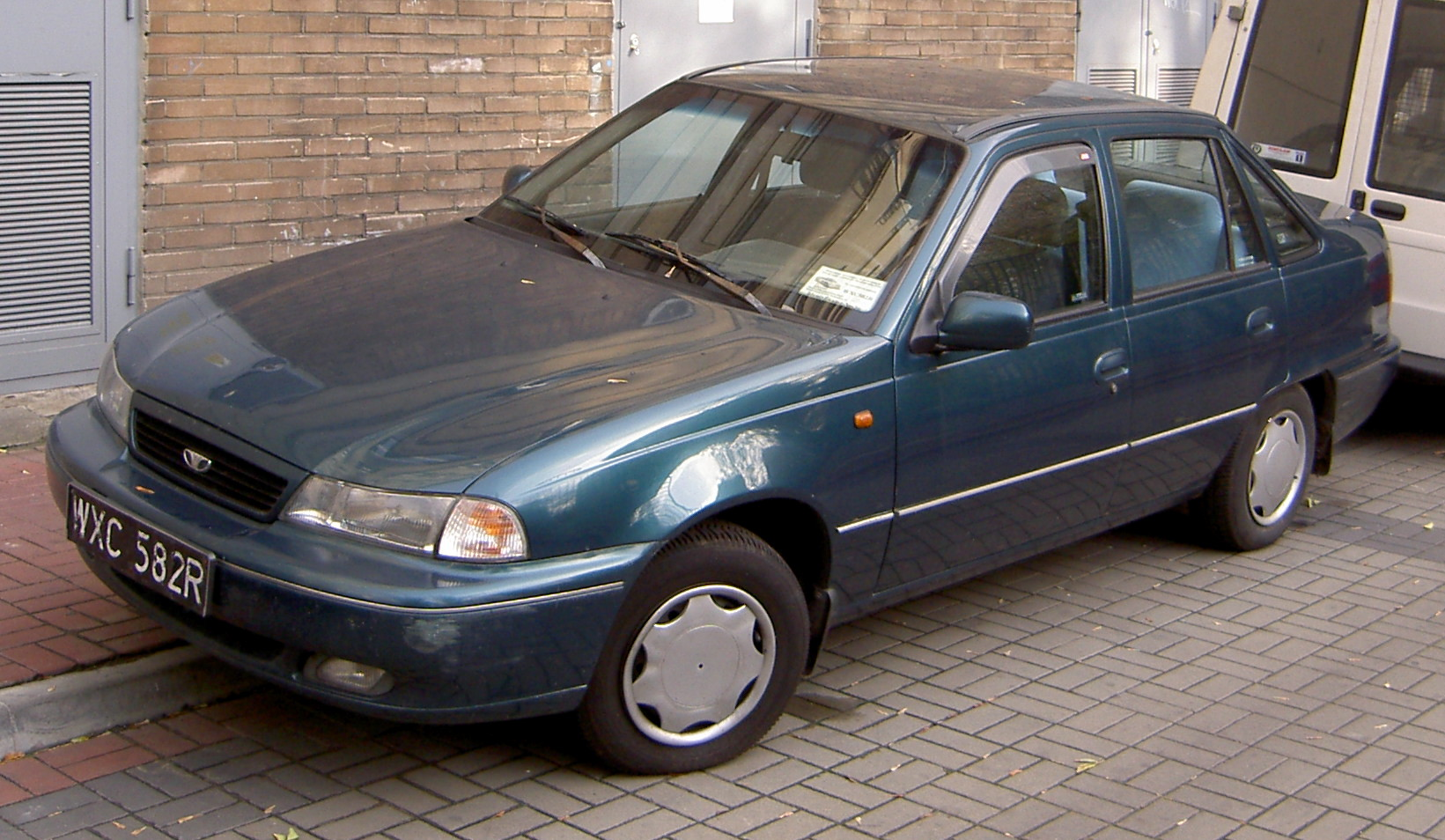
Uz-Daewoo Nexia 1996–2008
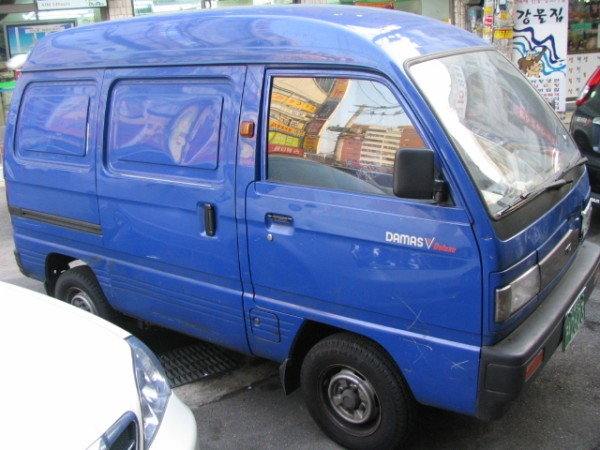
Uz-Daewoo Damas 1996–2008
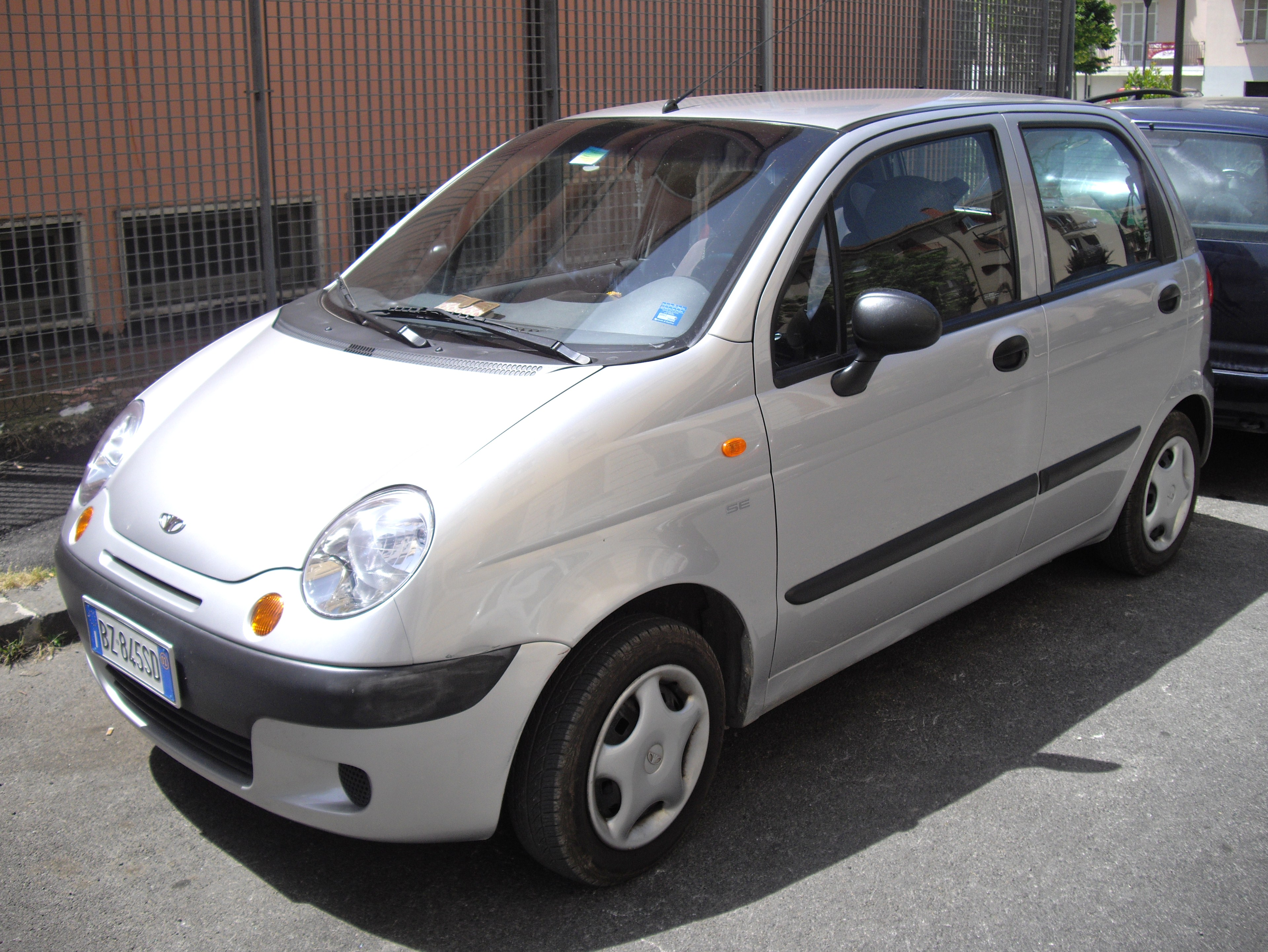
Uz-Daewoo Matiz 2001–2008

- Nexia
- Matiz